# Synalpheion giardi
Synalpheion giardi là một loài chân đều trong họ Entoniscidae. Loài này được Coutière miêu tả khoa học năm 1908.